# 調色盤 (抄襲鑑定)
在网络用语中，调色盘为一种抄袭鉴定的方式。调色盘的形式通常为两栏或者三栏，制作者将涉嫌抄袭的作品和被抄袭作品中相似的部分（可以是具体的用词和语句或者情节梗概）分别列在其中两栏，并且将相似的部分重点高亮。如有第三栏，通常为制作者的注释。
调色盘的制作目前尚无专业软件。对相似的判断通常依靠作者对两篇文章的熟悉程度，带有一定主观成分。但由于其形式清晰明了，便于其他读者判断和重新审查，因此仍然为目前判断是否为抄袭的重要直接证据。